# 維洛松南

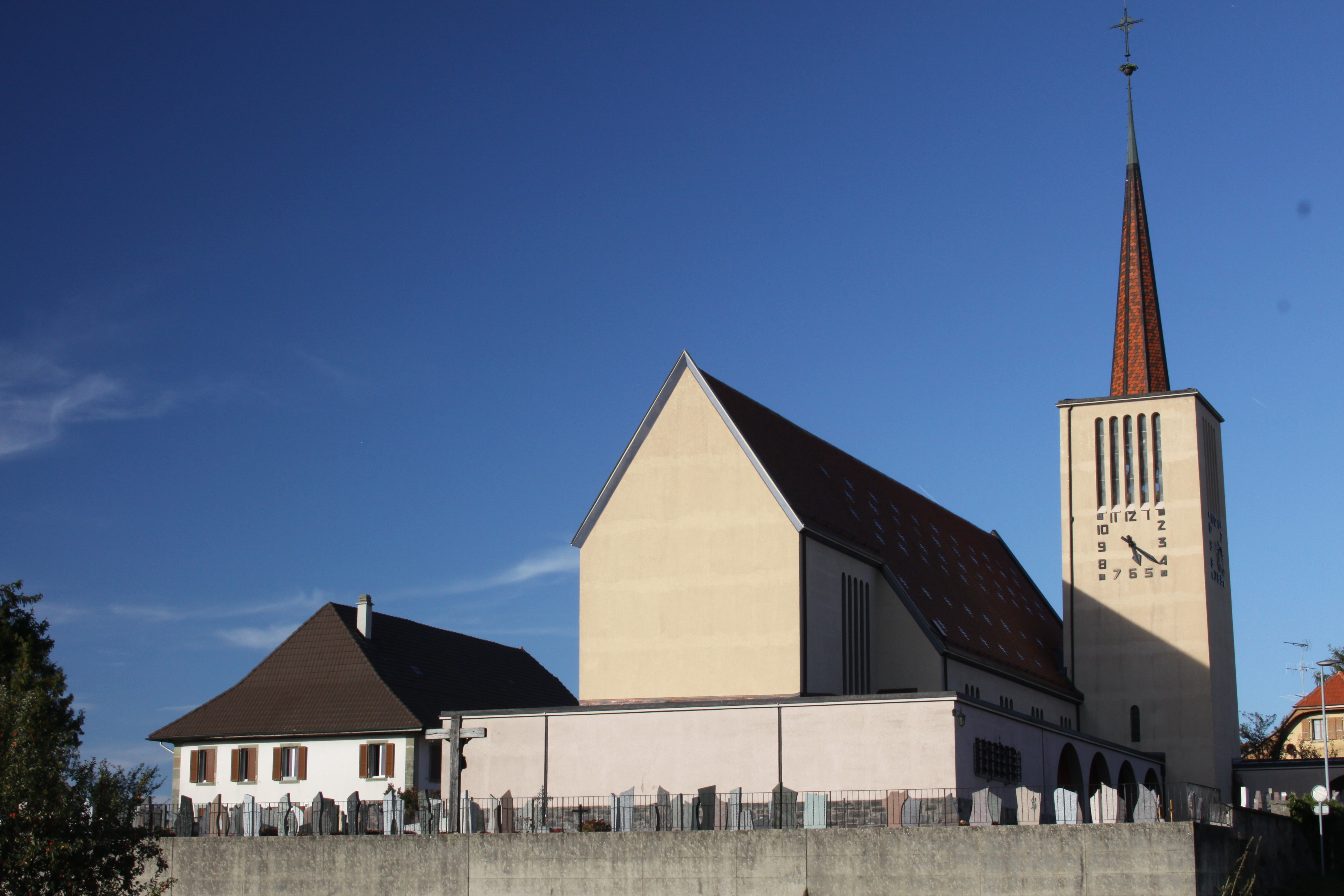

維洛松南是瑞士的城鎮，位於該國西部，由弗里堡州負責管轄，處於羅蒙東北面6公里，面積15.47平方公里，海拔高度699米，2011年人口1,275，人口密度每平方公里82人。

## 外部連結
- Official website （页面存档备份，存于） （法文）